# Анновка (Куюргазинский район)
Анновка (баш. Анновка) — деревня в Куюргазинском районе Республики Башкортостан Российской Федерации. Входит в состав Ленинского сельсовета. 

## География

### Географическое положение
Расстояние до:
- районного центра (Ермолаево): 31 км,
- центра сельсовета (Бугульчан): 7 км,
- ближайшей ж/д станции (Кумертау): 18 км.

## Население
| 2002 | 2009 | 2010 |
| ---- | ---- | ---- |
| 2    | ↗5   | ↘1   |

Национальный состав
Согласно переписи 2002 года, преобладающие национальности — русские (50 %), чуваши (50 %). В настоящее время является нежилым. Последние постройки разрушены в 2010 г.